# برايان فوك
برايان فوك (بالإنجليزية: Brian Fok)‏ هو لاعب كرة قدم نيجيري في مركز الدفاع، ولد في 8 مارس 1994 في كادونا في نيجيريا. لعب مع Académico de Viseu F.C. ‏.

## وصلات خارجية
- برايان فوك على موقع قاعدة بيانات كرة القدم.إي يو (الإنجليزية)
- برايان فوك على موقع Soccerway.com (الإنجليزية)